# FIFA (поредица)
FIFA е компютърна игра, футболен симулатор, на компанията EA. Първата игра от поредицата се появява в края на 1993 г. и е първата от този вид с официален лиценз от ФИФА. Последните версии на играта съдържат множество първенства и отбори от целия свят, включително английската Висша лига, германската Бундеслига, италианската серия А и други.
Основните игри от серията са разширени чрез добавяне на големите футболни турнири, като световното първенство по футбол, европейското първенство по футбол и шампионската лига на УЕФА.